# Jesus Saves
"Jesus Saves" er den femte sang på Slayer's album Reign in Blood fra 1986. Selvom albummet generelt er præget af hurtige guitarriffs, er "Jesus Saves" muligvis den hurtigste. Den starter i en fart som ved et begravelsesoptog, og accelererer derefter intenst, med en speciel konstrueret 9/8 del i midten. Sangens tekst (skrevet af guitarist Kerry King) handler om organiseret religion og den skinhellighed den medfører. Selvom den ikke er blevet hyldet i samme grad som mange af Slayers andre sange, betragtes "Jesus Saves" ofte som en fan-favorit, og bandet optræder stadig med den live.